# پولک‌موها
پولک‌موها (نام علمی: Lepidothrix) نام یک سرده از تیره رنگینک است.

## گونه‌ها
- رنگینک کاکل‌آبی (Lepidothrix coronata)
- رنگینک شکم‌نارنجی (Lepidothrix suavissima)
- رنگینک جلوسفید (Lepidothrix serena)
- رنگینک کاکل‌یشمی (Lepidothrix iris)
- رنگینک کاکل‌زری (Lepidothrix vilasboasi)
- رنگینک کلاه‌برفی (Lepidothrix nattereri)
- رنگینک پشت‌آبی (Lepidothrix isidorei)
- رنگینک کلاه‌نیلی (Lepidothrix coeruleocapilla)